# Paradisier à bec blanc
Drepanornis bruijnii
Espèce
Statut de conservation UICN

 NT  : Quasi menacé
Statut CITES
Le Paradisier à bec blanc (Drepanornis bruijnii) est une espèce d'oiseaux de la famille des Paradisaeidae.

## Distribution
Cet oiseau peuple une zone de la Nouvelle-Guinée comprise entre la côte nord à partir de Sarmi (à l’est de la rivière Mamberano) jusqu’à Varimo, avec quelques poches plus à l’intérieur des terres et une petite frange côtière à l'ouest de la baie de Geelvink (Ottaviani 2012).

## Habitat
Le drépanornis à bec blanc est associé à la forêt humide de basse altitude, entre 0 et 180 m, mais il visite aussi des zones dégradées comme la forêt coupée et entretenue par l’homme sur les collines (Beehler & Beehler 1986).

## Alimentation
Il consomme des fruits (surtout des drupes) et des arthropodes mais semble plus frugivore que le Drépanornis d'Albertis (Frith & Frith 2009). Ottaviani (2012) a montré, photos à l’appui, que l’espèce consomme des baies d’une lauracée à rapprocher de Listea glutinosa et des graines d’une rubiacée proche de Morinda citrifolia.

## Mœurs
En quête de nourriture, les drépanornis à bec blanc évoluent dans la canopée mais gagnent les strates plus basses de la forêt où ils peuvent se joindre à des groupes mixtes composés de différentes espèces dont des paradisiers et des pitohuis (Frith & Frith 2010).

## Voix
Le cri de signalement des mâles adultes consiste en une série variable de notes plaintives,musicales, sifflées et gutturales, chacune montant ou descendant en tonalité, parfois précédées ou suivies par un ou plusieurs gloussements bas et mélodieux : wik-kew kweer kweer kwer kor kor kor portant très loin. Une note whehn émise pendant le nourrissage est similaire à celle d’autres paradisiers en pareille circonstance (Frith & Frith 2010).

## Parade nuptiale
Le mâle occupe et défend un vaste territoire qu’il exploite à la fois pour le nourrissage et la parade nuptiale. Il se déplace quotidiennement sur son aire qu’il revendique en vocalisant sur différents postes de chant face à d’autres mâles du voisinage. La parade nuptiale est basée sur une posture verticale et statique, les plumes pectorales et latérales largement déployées, la queue également ouverte tout en émettant un son métallique (Diamond 1981, Frith & Frith 2009).

## Nidification
Elle est inconnue, le nid et les œufs n’ayant toujours pas été décrits.

## Biologie de reproduction
L’étude d’un mâle à gonades hypertrophiées à Holtekong près de Jayapura suggère une période de parade nuptiale, au moins, en août et de nidification en novembre (Frith & Frith 2009).

## Statut et conservation
L’espèce est considérée comme « presque menacée » en raison de la relative petitesse de sa distribution et de sa population, semblant en déclin du fait de l’exploitation forestière en basse altitude. En matière de mesures à prendre, elle doit faire l’objet d’un programme de suivi dans plusieurs sites sélectionnés et des recherches doivent être menées sur sa tolérance à la dégradation de l’habitat et sur la protection de certaines aires de forêt encore intactes (BirdLife International 2011).